# Espagne aux Jeux mondiaux de 2013
Cet article contient des informations sur la participation et les résultats de l'Espagne aux Jeux mondiaux de 2013 à Cali en Colombie.

## Médailles

### Or
| Sport               | Discipline       | Sportifs                       |
| Médailles d'or : 2  |                  |                                |
| Escalade            | Difficulté Homme | Ramón Julián Puigblanque       |
| Gymnastique aérobic | Duo mixtes       | Vicente Lli Lloris Sara Moreno |

### Argent
| Sport                                     | Discipline                  | Sportifs                   |
| Médailles d'argent : 4 (+1 démonstration) |                             |                            |
| Gymnastique aérobic                       | Individuel Homme            | Vicente Lli Lloris         |
| Gymnastique aérobic                       | Individuel Femme            | Sara Moreno                |
| Sauvetage sportif                         | 100m mannequin palmes Femme | María Luengas Mengual (es) |
| Tir à l'arc                               | Arc nu Homme                | David Garcia Fernandez     |
| Duathlon (dem.)                           | Duathlon Homme              | Emilio Martin              |

### Bronze
| Sport                   | Discipline                | Sportifs                      |
| Médailles de bronze : 2 |                           |                               |
| Ju-jitsu                | Duo Hommes                | Enrique Sanchez Alberto Yague |
| Parachutisme            | Pilotage sous voile mixte | Pablo Hernandez               |